# پینو تورینزه
پینو تورینزه (به ایتالیایی: Pino Torinese) یک کومونه در ایتالیا است که در استان تورین واقع شده‌است. پینو تورینزه ۲۱٫۹ کیلومتر مربع مساحت و ۸٬۶۴۸ نفر جمعیت دارد و ۵۵۰ متر بالاتر از سطح دریا واقع شده‌است.

## خواهرخوانده
شهر Cavalaire-sur-Mer خواهرخواندهٔ پینو تورینزه هست.